# La Couture-Boussey
La Couture-Boussey és un municipi francès situat al departament de l'Eure i a la regió de Normandia. L'any 2007 tenia 2.187 habitants.

## Demografia

### Població
El 2007 la població de fet de La Couture-Boussey era de 2.187 persones. Hi havia 799 famílies, de les quals 174 eren unipersonals (67 homes vivint sols i 107 dones vivint soles), 277 parelles sense fills, 320 parelles amb fills i 28 famílies monoparentals amb fills.
La població ha evolucionat segons el següent gràfic:
Habitants censats

### Habitatges
El 2007 hi havia 916 habitatges, 815 eren l'habitatge principal de la família, 55 eren segones residències i 46 estaven desocupats. 823 eren cases i 89 eren apartaments. Dels 815 habitatges principals, 654 estaven ocupats pels seus propietaris, 142 estaven llogats i ocupats pels llogaters i 18 estaven cedits a títol gratuït; 13 tenien una cambra, 53 en tenien dues, 146 en tenien tres, 235 en tenien quatre i 367 en tenien cinc o més. 671 habitatges disposaven pel capbaix d'una plaça de pàrquing. A 332 habitatges hi havia un automòbil i a 405 n'hi havia dos o més.

### Piràmide de població
La piràmide de població per edats i sexe el 2009 era:
| Homes | Edats   | Dones |
| ----- | ------- | ----- |
| 4     | 95 o +  | 8     |
| 12    | 90 a 94 | 12    |
| 8     | 85 a 89 | 24    |
| 0     | 80 a 84 | 16    |
| 20    | 75 a 79 | 20    |
| 40    | 70 a 74 | 32    |
| 68    | 65 a 69 | 52    |
| 32    | 60 a 64 | 68    |
| 40    | 55 a 59 | 20    |
| 72    | 50 a 54 | 80    |
| 88    | 45 a 49 | 68    |
| 72    | 40 a 44 | 96    |
| 64    | 35 a 39 | 44    |
| 72    | 30 a 34 | 64    |
| 80    | 25 a 29 | 56    |
| 44    | 20 a 24 | 52    |
| 72    | 15 a 19 | 48    |
| 84    | 10 a 14 | 60    |
| 92    | 5 a 9   | 88    |
| 44    | 0 a 4   | 56    |

## Economia
El 2007 la població en edat de treballar era de 1.368 persones, 1.047 eren actives i 321 eren inactives. De les 1.047 persones actives 965 estaven ocupades (531 homes i 434 dones) i 83 estaven aturades (35 homes i 48 dones). De les 321 persones inactives 134 estaven jubilades, 98 estaven estudiant i 89 estaven classificades com a «altres inactius».

### Ingressos
El 2009 a La Couture-Boussey hi havia 831 unitats fiscals que integraven 2.206 persones, la mediana anual d'ingressos fiscals per persona era de 19.760 €.

### Activitats econòmiques
Dels 83 establiments que hi havia el 2007, 1 era d'una empresa extractiva, 2 d'empreses alimentàries, 1 d'una empresa de fabricació de material elèctric, 11 d'empreses de fabricació d'altres productes industrials, 14 d'empreses de construcció, 12 d'empreses de comerç i reparació d'automòbils, 6 d'empreses de transport, 3 d'empreses d'hostatgeria i restauració, 3 d'empreses d'informació i comunicació, 2 d'empreses financeres, 2 d'empreses immobiliàries, 14 d'empreses de serveis, 6 d'entitats de l'administració pública i 6 d'empreses classificades com a «altres activitats de serveis».
Dels 21 establiments de servei als particulars que hi havia el 2009, 1 era una oficina de correu, 3 tallers de reparació d'automòbils i de material agrícola, 1 taller d'inspecció tècnica de vehicles, 1 paleta, 3 guixaires pintors, 2 fusteries, 3 electricistes, 3 perruqueries, 1 restaurant i 3 salons de bellesa.
Dels 5 establiments comercials que hi havia el 2009, 1 era una gran superfície de material de bricolatge, 1 una botiga de menys de 120 m², 1 una fleca, 1 una llibreria i 1 una joieria.
L'any 2000 a La Couture-Boussey hi havia 11 explotacions agrícoles que ocupaven un total de 700 hectàrees.

## Equipaments sanitaris i escolars
L'únic equipament sanitari que hi havia el 2009 era una farmàcia.
El 2009 hi havia 1 escola maternal i 1 escola elemental.

## Poblacions més properes
El següent diagrama mostra les poblacions més properes.